# Zofia Olelkowiczówna
Zofia Radziwiłłowa z domu Olelkowicz, wcześniej Zofia Olelkowiczówna (ur. 1 maja 1585 w Słucku, zm. 19 marca 1612 w Myleńcu) – księżna na Słucku i Kopylu, święta prawosławna.

## Życiorys
Ostatnia przedstawicielka książęcego rodu starolitewskiego Olelkowiczów-Słuckich. Córka księcia Jerzego Olelkowicza (zm. 1586) i Barbary z Kiszków. Po śmierci ojca i jego braci Aleksandra i Jana Szymona stała się jedyną spadkobierczynią jego ogromnej fortuny. Wychowywała się pod opieką prawną Hieronima Chodkiewicza. W zamian za zbrojną pomoc w ochronie majątków Chodkiewiczów podczas powstania Nalewajki, Chodkiewiczowie zgodzili się oddać Zofię za mąż synowi hetmana Krzysztofa Pioruna Radziwiłła. Z tego powodu w dzieciństwie zaręczona z kalwinistą Januszem Radziwiłłem, którego, mimo prób wycofania się z obietnicy przez Chodkiewiczów, poślubiła 1 października 1600 roku w Brześciu Litewskim.
Większość życia spędziła w dobrach rodowych Olelkowiczów na Białej Rusi. Z okresu jej życia nie zachowały się żadne świadectwa dotyczące szczególnej opieki Zofii nad prawosławiem lub katolicyzmem. Niczego nie wiadomo też o działalności Zofii na polu fundacji cerkwi lub kościołów, poza jednym przypadkiem potwierdzenia fundacji kościoła katolickiego w Bronowiczach. W czasie jej życia Słuck był ważnym ośrodkiem ruchu dyzunickiego w Wielkim Księstwie Litewskim, ponieważ ród Olelkowiczów już wcześniej był w swoim księstwie słuckim opiekunem prawosławia, a utrzymanie jego pozycji było korzystne dla wyznającego kalwinizm Janusza Radziwiłła sprzeciwiającego się katolickiej kontrreformacji.
Zofia z Olelkowiczów Radziwiłłowa zmarła 19 marca 1612 roku w wieku 26 lat we wsi Myleniec podczas pierwszego porodu. Jej jedyne dziecko urodziło się martwe. Cały jej majątek na mocy testamentu przeszedł na własność Janusza Radziwiłła i stał się w przyszłości podstawą późniejszej potęgi Bogusława Radziwiłła.

## Katoliczka jako święta prawosławna

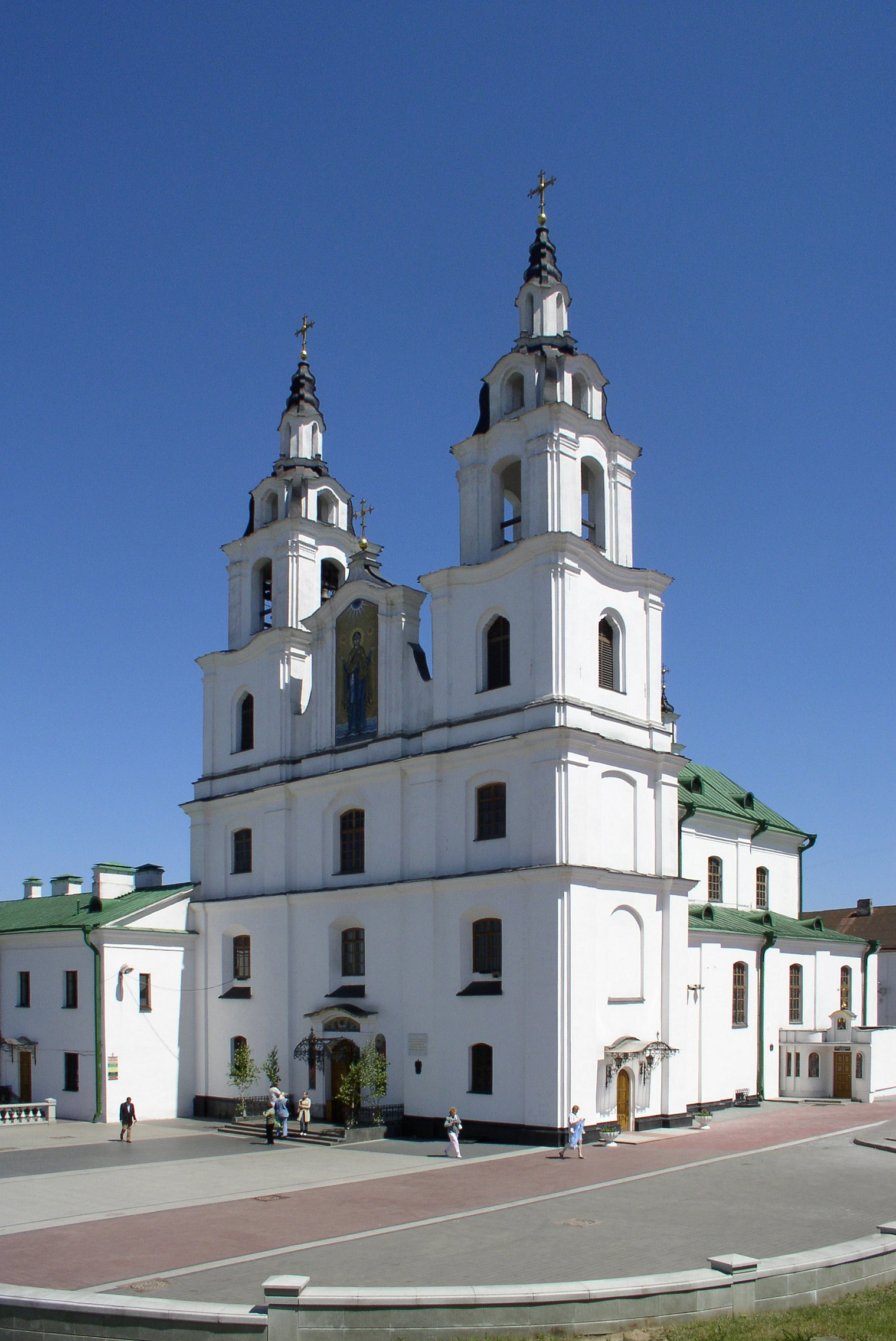
Sobór Ducha Świętego w Mińsku

Zofia Słucka Olelkowiczówna została wychowana w wierze katolickiej przez swoją babcię Katarzynę z Tęczyńskich i matkę Barbarę z Kiszków. Fakt, że Zofia była katoliczką potwierdza kontrakt z 1600 roku dotyczący jej ślubu z Januszem Radziwiłłem oraz wcześniejszy pozew złożony przez Hieronima Chodkiewicza przeciwko Radziwiłłom z Birż. W kontrakcie ślubnym wyznający kalwinizm Radziwiłłowie z Birż gwarantowali Zofii Olelkowiczównie, że nie będą jej utrudniać po ślubie dalszego wyznawania wiary katolickiej oraz przekazywania funduszy na kościół rzymski. W odniesieniu do okresu życia Zofii w małżeństwie niemal zupełnie brakuje informacji o jej działaniach podejmowanych na polu religijnym. W kwietniu 1984 roku za swoje zasługi w ratowaniu od całkowitej likwidacji struktur Kościoła Prawosławnego w Wielkim Księstwie Litewskim, pomoc udzielaną dyzunitom, liczne fundacje kościelne oraz pobożne życie została kanonizowana przez Egzarchat Białoruski Rosyjskiej Cerkwi Prawosławnej, otrzymując tytuł sprawiedliwej (cs. Prawiednaja Sofija - Sprawiedliwa Zofia). Jej wspomnienie liturgiczne przypada 19 marca i w trzecią niedzielę po Pięćdziesiątnicy.
Kwestia wyznania Zofii jest przedmiotem nieporozumień. Jej ojciec umarł jako prawosławny (przez pewien okres był nawet kalwinem), a jej matka była katoliczką. Zofię wychowywano jako katoliczkę. Zachował się jej (niepodpisany) dokument z 1600 roku, w którym określa się jako katoliczka – wykazały to badania Olgi Bobkowej i Anastazji A. Skiepjan. Obecnie w hagiograficznej rosyjskiej i białoruskiej Zofia opisywana jako przeciwniczka Kościoła unickiego i katolików (wspomina się, że nie pozwalała im otworzyć kościoła w Słucku ani w swoich dobrach) oraz, że pragnęła być pochowana w cerkwi prawosławnej. Zachował się rękopiśmienny list po łacinie z 1600 roku Janusza Radziwiłła do papieża Klemensa VIII z prośbą o zgodę na ślub z powodu pokrewieństwa z Zofią (mieli wspólnego dziadka, hetmana Konstantego Ostrogskiego), jednak w drukowanej wersji listu wydanej w Mińsku w 1848 roku do listu dopisano dwa zdania oraz dopisano, że Zofia była prawosławna. Fakt ten stoi w sprzeczności z archiwaliami odnalezionymi na początku XXI wieku potwierdzającymi, że Zofia była katoliczką.
Pochowana pierwotnie tak jak jej przodkowie w cerkwi zamkowej monasteru Świętej Trójcy w Słucku. Obecnie jej relikwie znajdują się w soborze Ducha Świętego w Mińsku (monaster w okresie radzieckim został zniszczony). W ikonografii prawosławnej przedstawiana jest jako młoda kobieta, w stroju książęcym, z białą chustą spadającą na ramiona spod książęcej czapy. Dłonie ma zazwyczaj złożone na piersi w modlitewnym geście.
Nie ma dowodów, że kult Zofii z Olelkowiczów Radziwiłłowej istniał przed XIX wiekiem. Nie zachowały się na ten temat żadne wzmianki w XVII- i XVIII-wiecznej literaturze cerkiewnej. Kult Zofii Olelkowiczówny został rozpowszechniony głównie na Białorusi na skutek realizowanej od II połowy XIX wieku propagandy carskiej, mającej na celu wyeliminowanie tradycji unickiej na tych terenach. Kościół unicki na ziemiach litewskich i białoruskich został skasowany w 1839 r. (synod połocki), dawne unickie parafie włączono wówczas do Rosyjskiego Kościoła Prawosławnego, a tradycje unickie były eliminowane z praktyki liturgicznej, którą unifikowano z rytuałem używanym przez Cerkiew rosyjską.  
W Mińsku znajduje się cerkiew prawosławna pw. św. Zofii Słuckiej.

## Odniesienia w kulturze

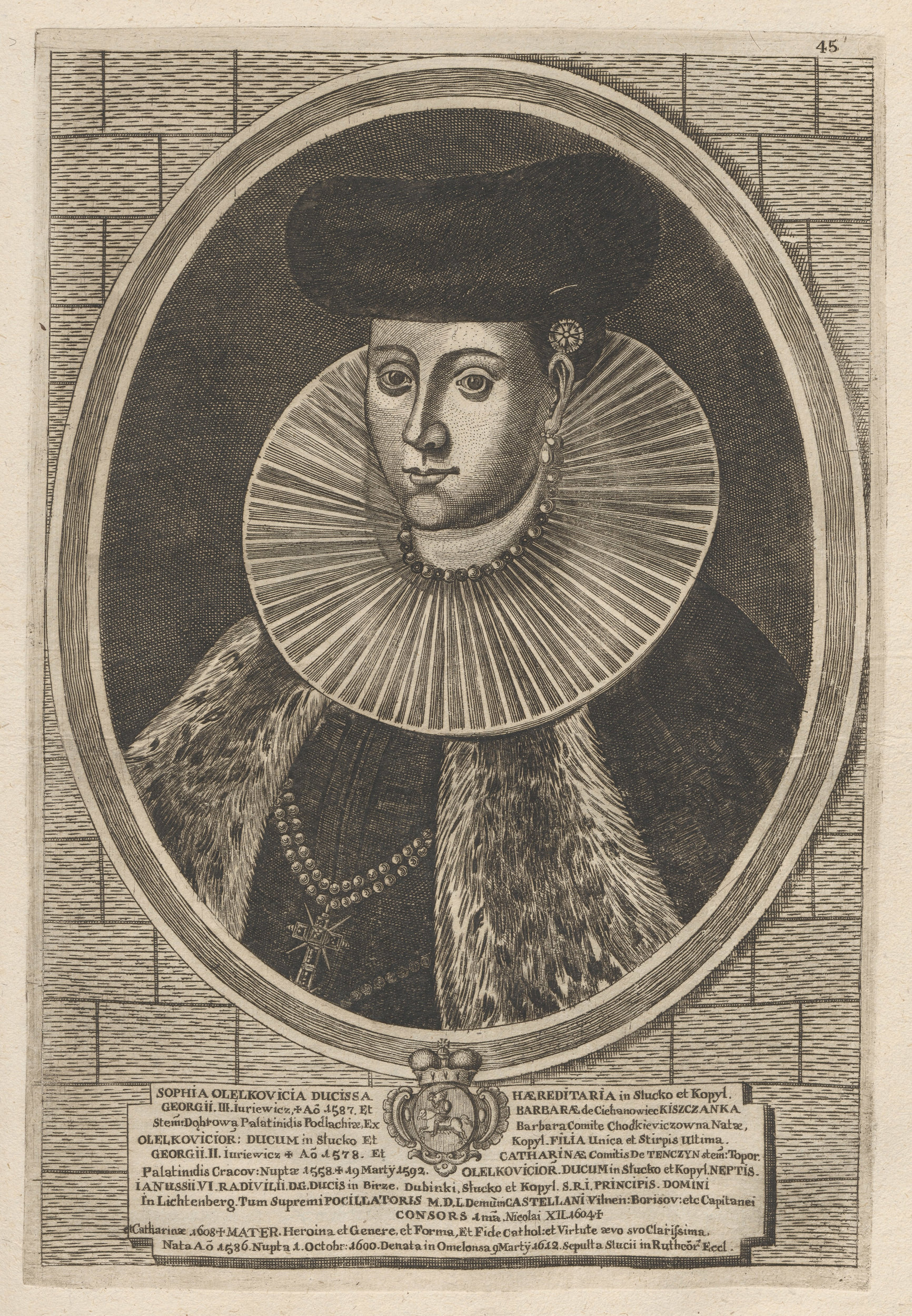

- Zofia z Olelkowiczów Radziwiłłowa jest bohaterką powieści historycznej Józefa Ignacego Kraszewskiego Ostatnia z Książąt Słuckich (1841).
- Zofia z Olelkowiczów jest tematem poematu Teodora Korwin Szymanowskiego wydanego w Kijowie w 1891 r.[13]
- W 2019 roku ukazała się książka biograficzna o Zofii Słuckiej polskiej autorki – Anity Klechy Zofia Olelkowiczówna ostatnia z księżniczek słuckich (1586-1612). Mity i rzeczywistość, wyd. Adam Marszałek, ISBN 978-83-8180-144-7.